# Евальд Андре Дюпон
Е́вальд Андре́ Дюпо́н (нім. Ewald André Dupont; 25 грудня 1891 — 21 грудня 1956) — німецький кінорежисер і сценарист, один з піонерів німецького кіно. Відомий також як Е. А. Дюпон.

## Життєпис
Свою творчу кар'єру починав як журналіст і в 1910-х роках був одним з перших німецьких кінокритиків. Написав понад 40 сценаріїв для провідних режисерів німецького кіно, в тому числі Джое Мая, Ріхарда Освальда та Пауля Лені. У 1918 році дебютував як режисер, поставивши фільм «Європа, до запитання». Найвідомішою та найуспішнішою його режисерською роботою стала стрічка, знята в стилі камершпіле, «Вар'єте» (1925).
З 1927 року працював у Англії, де поставив ряд фільмів, у тому числі «Атлантида» (1929) та «Пікадиллі» (1929), що виділялися цікавим образотворчим рішенням і атмосферою дії. Після приходу нацистів до влади в Німеччині переїхав до США, де відкрив агентство з найму кіноакторів і поставив низку малозначущих фільмів.
Е. А. Дюпон перебував у шлюбі з акторкою Гретль Дюпон (1893—1965).

## Обрана фільмографія
Режисер
| Рік  |  | Назва українською             |  | Оригінальна назва         |  | Країна / опис         |
| ---- |  | ----------------------------- |  | ------------------------- |  | --------------------- |
| 1919 |  | Алкоголь                      |  | Alkohol                   |  | Веймарська республіка |
| 1921 |  | Коршун Валлі                  |  | Die Geierwally            |  | Веймарська республіка |
| 1923 |  | Старий закон                  |  | Das alte Gesetz           |  | Веймарська республіка |
| 1925 |  | Вар'єте                       |  | Varieté                   |  | Веймарська республіка |
| 1928 |  | Мулен Руж                     |  | Moulin Rouge              |  | Велика Британія       |
| 1929 |  | Пікаділлі                     |  | Piccadilly                |  | Велика Британія       |
| 1930 |  | Атлантида                     |  | Atlantis                  |  | Велика Британія       |
| 1931 |  | Два світа                     |  | Two worlds                |  | Велика Британія       |
| 1931 |  | Сальто-Мортале                |  | Salto Mortale             |  | Веймарська республіка |
| 1954 |  | Повернутися на Острів скарбів |  | Return to Treasure Island |  | США                   |